# Hypericum limosum
Hypericum limosum är en johannesörtsväxtart som beskrevs av August Heinrich Rudolf Grisebach. Hypericum limosum ingår i släktet johannesörter, och familjen johannesörtsväxter. Inga underarter finns listade i Catalogue of Life.